# Cayemites
Les Cayemites is een eilandengroep voor de kust van Haïti. De archipel is onderdeel van het departement Grand'Anse (arrondissement Corail, gemeente Pestel, gemeentesectie (section communale) Les Îles Cayemittes. Het bestaat uit het hoofdeiland
Grande Cayemite (Kreyòl: Gwo Kayimit) en het veel kleinere Petite Cayemite (Kreyòl: Ti Kayimit).
Er wonen zo'n 5200 mensen op Les Îles Cayemittes, verspreid over de vier gehuchten Pointe Sable, Anse à Macon, Les Bases en Boukan Philippe. De omstandigheden zijn zwaar, vooral door het gebrek aan basisvoorzieningen. Enkele religieuzen uit Port-au-Prince hebben in Pointe Sable een visserijproject opgezet. Bij dit project horen tevens een school, een kraamkliniek en een elektrische aggregaat. Dit zijn de enige voorzieningen die op het eiland aanwezig zijn.
Er is wat kleinschalige landbouw maar de grond is daar eigenlijk niet geschikt voor. De bevolking hoopt vooral dat het toerisme zich in de toekomst zal ontwikkelen. De mooie baaien en koraalriffen maken dat het eiland hier zeker potentieel voor heeft.